# Henry Probasco

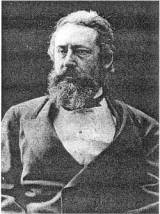
Henry Probasco

Henry Probasco (* 4. Juli 1820 in Newtown (Connecticut); † 25. Oktober 1902) war ein US-amerikanischer Geschäftsmann und Kunstsammler.

## Leben
Henry Probasco war ein Sohn von Peter Probasco und dessen Ehefrau Anna, geb. Lott. Ein weiterer Sohn, Richard Probasco, wurde 1824 geboren. Seine ersten Lebens- und Schuljahre verbrachte Henry Probasco in Philadelphia. Etwa 1830 zog die Familie nach Warren County in Ohio und 1834 nach Cincinnati. Peter Probasco arbeitete dort in der Firma E. F. Seybold and Company, die Eisenwaren herstellte und vertrieb. 1835 trat Henry Probasco in das Eisenwarengeschäft von Tyler Davidson ein. 1840 heiratete er seine erste Ehefrau, Julia Carrington, eine Tochter Abijah Carringtons und Halbschwester seines Arbeitgebers Davidson. Diese erste Ehe blieb kinderlos.
Mit seiner Eheschließung wurde Probasco Geschäftspartner seines bisherigen Vorgesetzten. Innerhalb der nächsten sechs Jahre erlebte die Firma Tyler Davidson & Company einen rasanten Aufschwung und entwickelte sich zum größten Eisenwarengeschäft in Cincinnati. 1851 ließ Probasco einen Laden aus Sandstein – was eine Neuerung darstellte – erbauen, der alle bisher in Cincinnati existierenden weit übertraf und ein großer Erfolg war: Drei Jahre später hatten die Einkünfte sich vervierfacht.
1865 starb Tyler Davidson und wenige Monate später verkaufte Probasco das Geschäft an den langjährigen Teilhaber Lowry von Lowry, Perin & Company, um danach eine ausgedehnte Europareise anzutreten. Er kehrte erst gegen Ende des Jahres 1867 in die USA zurück.
Anfang 1886 starb Henry Probascos erste Frau. 1887 heiratete er Grace Sherlock, die älteste Tochter von Thomas Sherlock, Esq., die ihm 1888 die Tochter Grace und 1890 den Sohn Henry Probasco jr. gebar. Der Sohn starb noch im Kindesalter im Jahr 1901, die Tochter heiratete später den Bankier John Jay Rowe. Das Jahr seiner zweiten Eheschließung bescherte Probasco finanzielle Verluste, die ihn dazu zwangen, auf bescheidenerem Fuße zu leben und einen Posten als Inspektor des Spring-Grove-Friedhofs anzunehmen, auf dem er auch begraben wurde.

## Kulturelle Interessen und Ehrenämter
Henry Probasco hatte vielfältige Interessen. Er gehörte der 1870 gegründeten Cincinnati Society of Natural History ebenso an, wie der Handelskammer. Er war Mitglied der Gartenbaugesellschaft von Cincinnati und importierte Pflanzen aus verschiedenen Teilen der Welt. Außerdem trug er eine wertvolle Bibliothek und Manuskriptsammlung zusammen, die heute von der Newberry Library in Chicago betreut wird. Ferner engagierte er sich für die öffentliche Bibliothek. Er unterstützte das St. Luke’s Hospital, das Waisenhaus Cincinnatis und den Friedhof, auf dem er später begraben werden sollte. Von 1877 bis 1888 war er Bürgermeister von Clifton.
Probasco besaß eine umfangreiche Kunstsammlung, vor allem mit Werken europäischer Künstler des 19. Jahrhunderts. Hierzu gehörten Arbeiten von Oswald Achenbach, Richard Ansdell, Jean-Ernst Aubert, Charles Édouard de Beaumont, Hippolyte Bellangé, Rosa Bonheur, Auguste Bonheur, Jules Breton, George Vicat Cole, Thomas Couture, Nicaise de Keyser, Eugène Delacroix, Narcisso Virgilio Díaz de la Peña, Eugène Fromentin, Jean-Léon Gérôme, Ernest Hébert, Eugène Isabey, Wilhelm von Kaulbach, John Linnell, Charles-François Marchal, Joseph-Urbain Mélin, Hugues Merle, Johann Georg Meyer, Jean-François Millet, Carl Theodor von Piloty, Théodore Rousseau, Adolf Schreyer, Alfred Stevens, Auguste Toulmouche, Constant Troyon, und Gustave Wappers. Probasco besaß zudem Skulpturen von Pierce Francis Connelly, August Kiß, Hiram Powers, Howard Roberts und Antonio Tantardini. Weitere Werke stammten von Künstlern wie Jean Alexis Achard, Franz Adam, Alexander Hugo Bakker Korff, Henri Charles Antoine Baron, Eugène-François de Block, Léon Bonnat, Ernst Bosch, Ferdinand de Braekeleer, Jacques Raymond Brascassat, George Bromley, Theodore Budde, Heinrich Bürkel, Alexandre Calame, Henry Campotosto, Jean-Maxime Claude, Auguste Delacroix, Adolf Dillens,
Jules Dupré, Johann Jakob Frey, Eduard Geselschap, Michele Gordigiani, Hans Fredrik Gude, Remigius Adrianus Haanen, George Henry Harrison, Johann Peter Hasenclever, Frederik Hendrik Hendriks, Karl Herbsthoffer, Antoon Francois Heyligers, Eduard Hildebrandt, Carl Hilgers, Victor van Hove, Barend Cornelis Koekkoek, Siegmund Lachenwitz, Hendrik Leys, Antonij Andreas de Meyer, Friedrich Eduard Meyerheim, Charles François Pécrus, Wilhelm Riefstahl, Louis Robbe, Andreas Schelfhout, Felice Schiavoni, Iwan Iwanowitsch Schischkin, Theodor Schultz, Wilhelm Sohn, Gustav Spangenberg, Gustav Süs, Jean-Baptiste Jules Trayer, Eugène Verboeckhoven, Charles Verlat, Wouterus Verschuur, Nicolas-Adolphe Weber, Florent Willems und Richard Zimmermann.

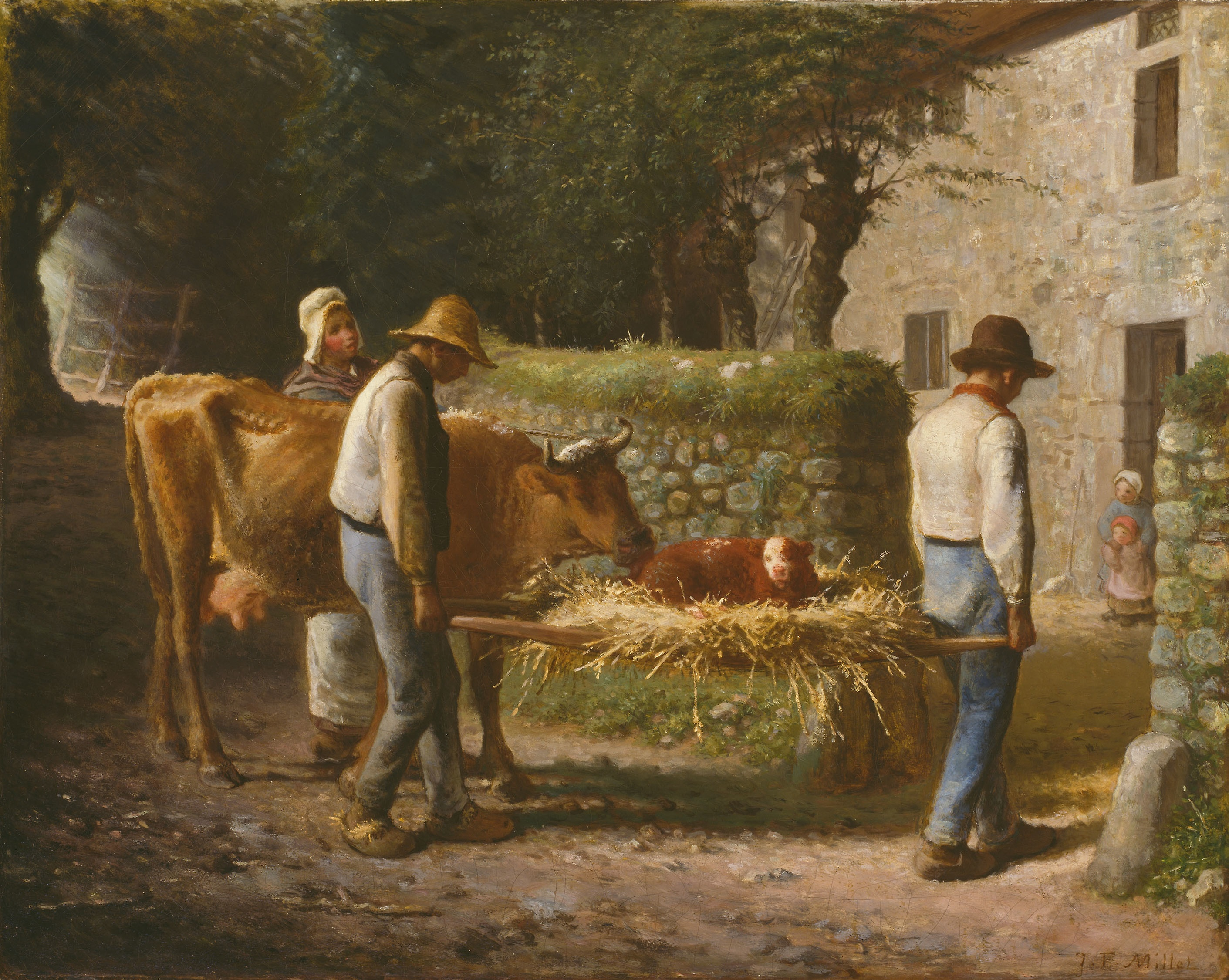
Jean-François Millet: Bauern bringen das neugeborene Kalb nach Haus, Art Institute of Chicago
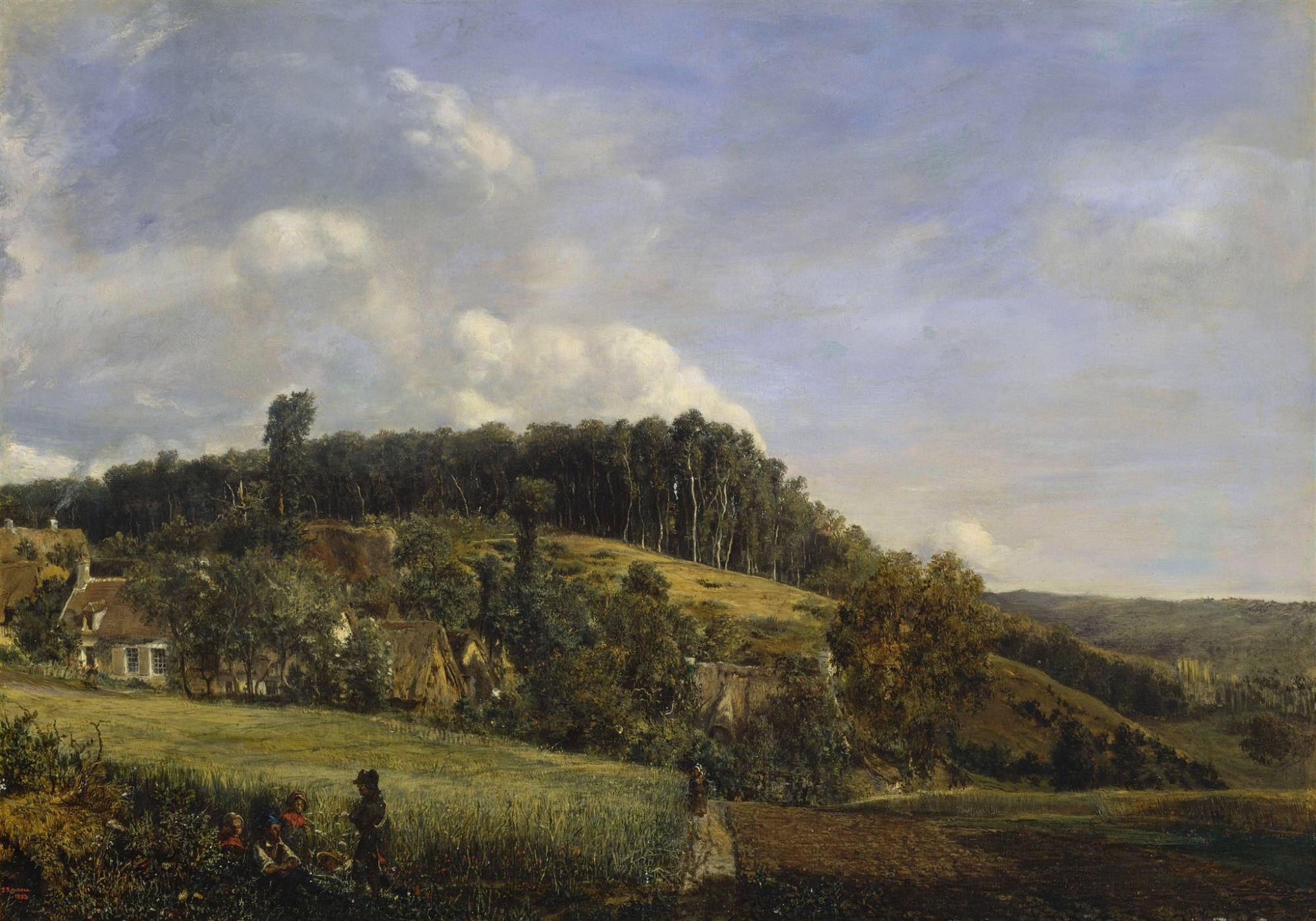
Théodore Rousseau: Geschlagene Lichtung beim Dorf Pierrefonds im Wald von Compiègne, Hamburger Kunsthalle
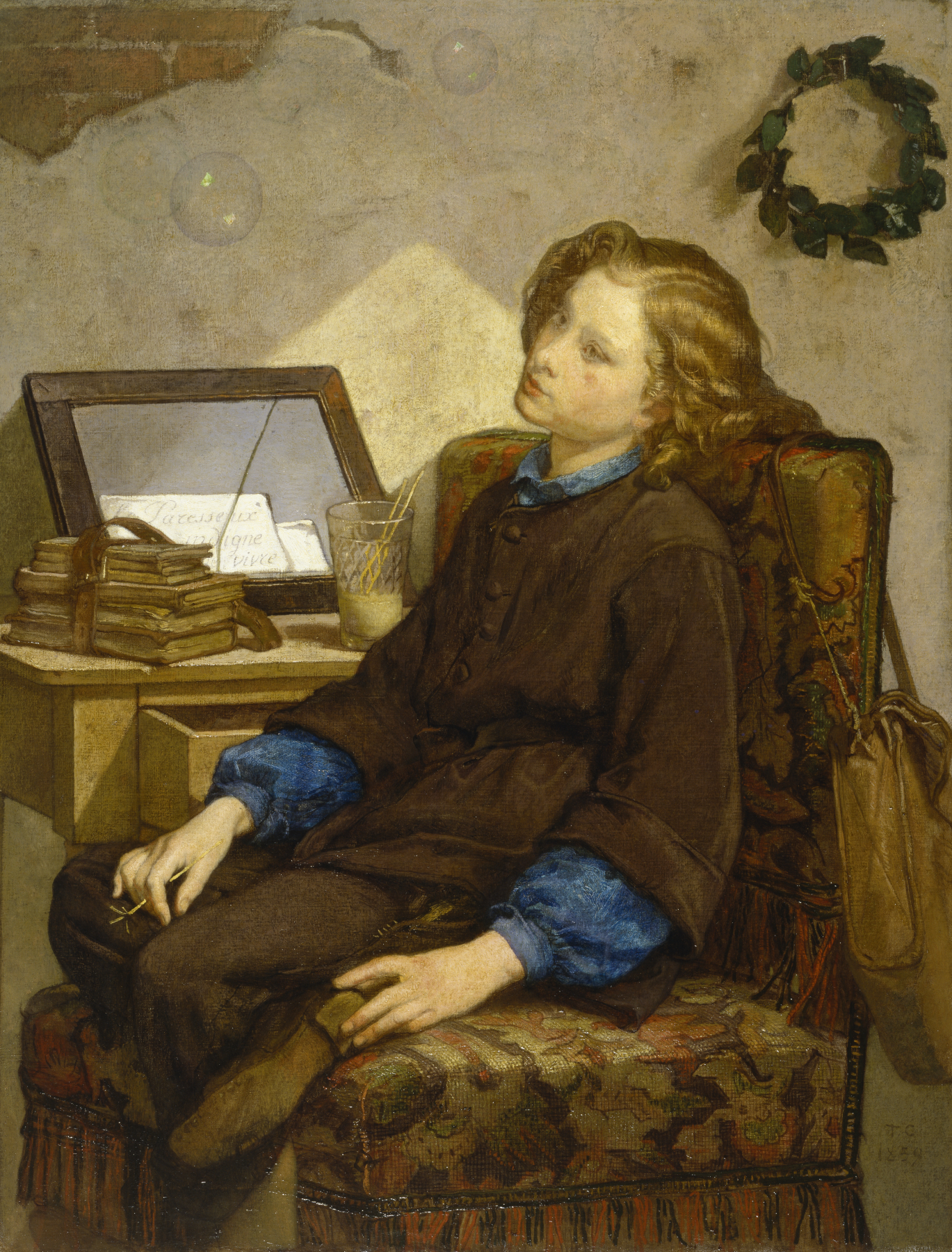
Thomas Couture: Tagträume, Walters Art Museum, Baltimore
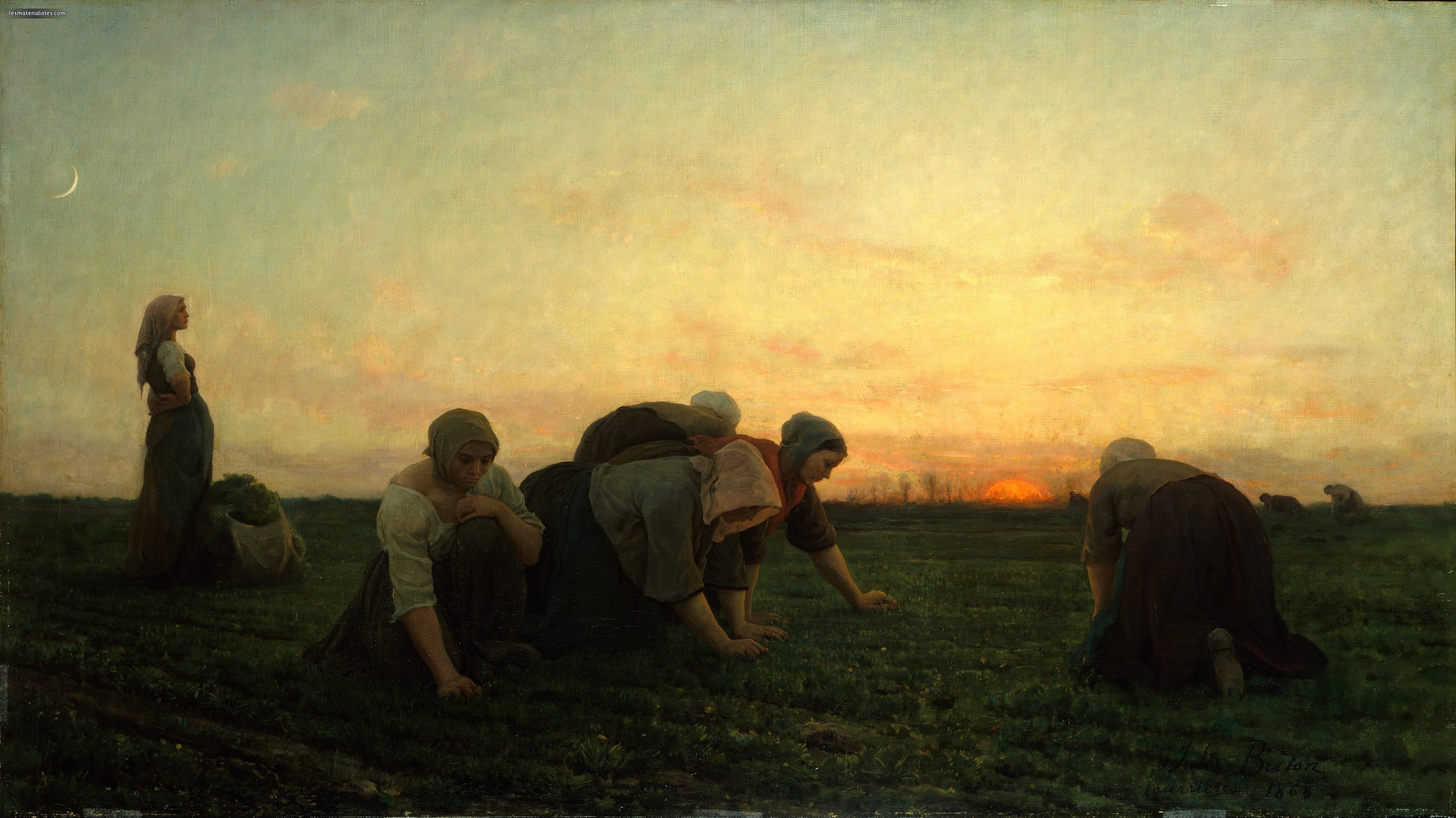
Jules Breton: Ährenleserinnen, Metropolitan Museum of Art, New York

Er verkaufte den Großteil der Sammlung 1887, ein Jahr nach dem Tod seiner ersten Frau Julia. Der Verkaufserlös für 102 seiner Bilder betrug 168.920 US-Dollar. Am 6. Januar 1887 berichtete die New York Times über den Verkauf der Gemäldesammlung Probascos durch die American Art Association. Der Autor des Artikels gab der allgemeinen Enttäuschung darüber Ausdruck, dass Probasco die Bilder nun nicht, wie er es ursprünglich offenbar vorgehabt hatte, dem Cincinnati Art Museum vermachte. Auf Probascos finanzielle Situation wurde nur insofern eingegangen, als seine bevorstehende zweite Heirat mit der Tochter „of one of his wealthy Clifton neighbors“ erwähnt wurde.

## Das Landhaus
Während eines acht Monate dauernden Europaaufenthalts im Jahr 1856 lernte Henry Probasco die Landhäuser erfolgreicher Geschäftsleute auf diesem Kontinent kennen und beschloss, sich ebenfalls ein solches Anwesen zuzulegen. Zwischen 1860 und 1865 wurde sein Landsitz „Oakwood“, der von William Tinsley gebaut und von Gustave Herter ausgestattet wurde, in der West Cliff Lane in Clifton (Ohio) angelegt. Das Grundstück hatte eine Größe von 20 Acres und das ganze Unternehmen kostete Probasco etwa 500 000 Dollar. Probasco wählte eine Kombination von Kalk- und Sandstein für sein Haus, was zu dieser Zeit eine Neuheit im Hausbau war, aber dann viele Nachahmer fand.

## Brunnen

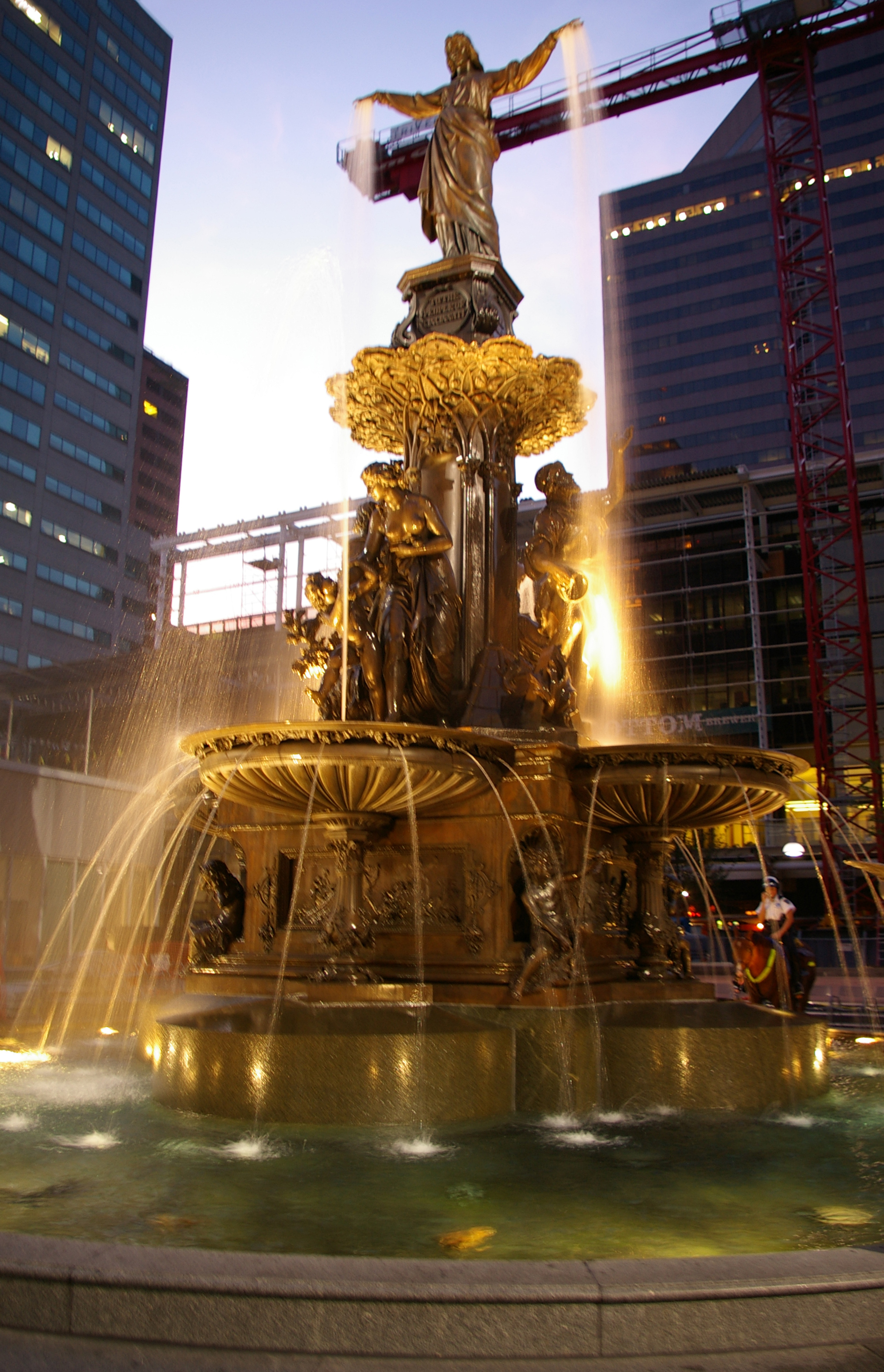
Die Tyler Davidson Fountain

Von seiner Europareise 1866/67 brachte Probasco Pläne mit nach Hause, der Öffentlichkeit in Cincinnati einen Brunnen zu spendieren. Die Idee hatte er schon zu Lebzeiten seines Schwagers mit diesem besprochen. In der königlichen Bronzemanufaktur in München hatte sie Gestalt angenommen und Probasco hatte sich mit Kaulbach und August von Kreling auseinandergesetzt, um einen ebenso schönen wie praktischen Brunnen zu planen. Die Ausführung oblag dann der Gießerei von Ferdinand von Miller. Am 6. Oktober 1871 wurde der Brunnen, der dem verstorbenen Tyler Davidson gewidmet wurde und über 100.000 Dollar gekostet hatte, eingeweiht. Die tatsächlichen Kosten übertrafen die ursprünglich angenommenen um ein Mehrfaches. Die Stadt Cincinnati beteiligte sich finanziell, indem sie den damals Probasco Square genannten Platz, auf dem der Brunnen aufgestellt wurde, entsprechend umgestaltete, was etwa 50.000 Dollar kostete. Bis heute stellt die Tyler Davidson Fountain, auch Probasco Fountain genannt, eines der Wahrzeichen von Cincinnati dar, ebenso wie Probascos einstiger Wohnsitz „Oakwood“.
Einen weiteren, etwas bescheidener gestalteten Brunnen aus Granit und Bronze schenkte Henry Probasco der Stadt Clifton.

## Straßen und Schiff

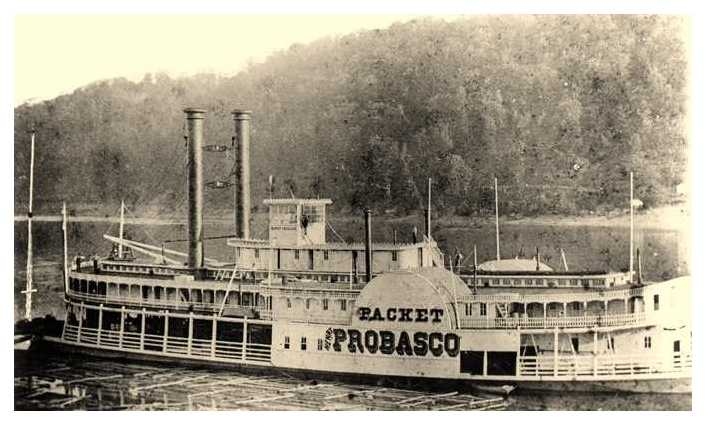
Die „Henry Probasco“

In Cincinnati sind der Probasco Court und die Probasco Street nach Henry Probasco benannt. Außerdem wurde nach Henry Probasco auch die Henry Probasco benannt, ein Raddampfer, der die Strecke Cincinnati-St. Louis-Memphis (Mississippi) befuhr. Die Probasco ging im November 1873 unter, nachdem sie bei schlechten Sichtverhältnissen auf einen scharfen Felsen, der zu der sogenannten Grand Chain gehörte, aufgelaufen war. Die Passagiere konnten gerettet werden, der Untergang des Schiffes zog jedoch einen Versicherungsstreit nach sich.